# Museo Adolfo Suárez y la Transición
El Museo Adolfo Suárez y la Transición (MAST) es un museo de historia contemporánea de España que rinde homenaje al presidente del Gobierno Adolfo Suárez desde su localidad natal, Cebreros (Ávila), a las personas que lucharon para que la llegada de la democracia a España fuera posible así como al propio proceso histórico de la Transición española.
El MAST se encuentra instalado sobre las ruinas de la primera iglesia de Cebreros, la iglesia Vieja que fue construida en la segunda mitad del siglo XIV y que ha sido objeto de un profundo proyecto de reconstrucción y rehabilitación que permite albergar el primer museo de historia de la Transición española. 
El Museo Adolfo Suárez y la Transición se abrió al público el 12 de junio de 2009.

## Arquitectura y museo
El Museo Adolfo Suárez y la Transición se crea para rendir un homenaje amplio y con carácter nacional para que todos los públicos, tanto las generaciones que vivieron el proceso de la Transición como las futuras, recuerden y aprendan del trabajo desempeñado por el presidente del Gobierno Adolfo Suárez entre 1976-1981, para el establecimiento de nuestro actual Estado democrático mediante el proceso de la Transición española. Es un homenaje, así mismo, a todas aquellas personas que trabajaron y lucharon por la llegada de la Democracia.
Para construir el MAST se promovió una profunda intervención para restaurar y reconstruir las ruinas de la primera iglesia de Cebreros, la iglesia de Santiago Apóstol, conocida en el municipio como la iglesia Vieja.
La iglesia Vieja de Cebreros se construyó en la segunda mitad del siglo XIV, y al edificarse la nueva iglesia de Santiago en el centro de la localidad perdió su condición de templo aunque mantuvo su actividad hasta el siglo XVIII. Después con la desamortización de Mendizábal fue empleada en tantos y tan diferentes usos que produjo que quedara en ruinas, de las cuales se conservan la portada sur de acceso a la iglesia, la torre campanario y las arcadas que separaban la nave principal de las laterales. Así mismo, están en pie los muros de la sacristía, el ábside central y la capilla lateral.
El trabajo de restauración y rehabilitación, dirigido por el arquitecto abulense Jesús Gascón, de estas ruinas de la primera iglesia de Cebreros han permitido rendir un doble homenaje al cebrereño más universal, Adolfo Suárez, ubicando su museo en uno de los monumentos más significativos e importantes de la villa.

## Exposición permanente
La exposición permanente del MAST se desarrolla como un túnel del tiempo, intentando que el visitante se transporte a la etapa histórica de la Transición.
Concebida desde los rasgos históricos, políticos y sociales, paneles, videos, objetos y fotografías impregnan el recorrido de la exposición permanente.
El discurso expositivo se desarrolla en cinco bloques temáticos,  no entendidos de forma fragmentada, sino continuos unos de otros, fluyendo del mismo modo que fue la realidad histórica, ejemplificando el discurrir temporal durante la Transición: reformar sin romper para evitar el conflicto social.
Así encontramos:
- La historia del siglo XX hasta la muerte de Franco:

Marca el inicio del recorrido centrándose en los cambios de los años 60 y los primeros 70 que transforman la realidad social del país, convirtiendo al pueblo y a la sociedad en uno de los motores fundamentales del cambio.
- De la proclamación del Rey hasta las primeras elecciones:

El nombramiento de Adolfo Suárez como presidente dará origen a un año frenético que permitirá aprobar la Ley de la Reforma, legalizar al PCE y convocar elecciones; todo ello haciendo frente a los momentos más críticos de la Transición, al incremento de la presión terrorista y al descontento en el seno del ejército. 
- De las primeras elecciones hasta la proclamación de la Constitución:

Da comienzo con la primera campaña electoral después de 40 años de dictadura, destacando aspectos como la avalancha de partidos y el ambiente que se vivía en las calles antes de este acontecimiento histórico. La victoria electoral fue para el partido de la UCD, proclamándose Adolfo Suárez como presidente, esta vez democrático. 
- De las primeras elecciones constitucionales hasta la consolidación del proceso:

Aprobada la Constitución en referéndum el 6 de diciembre de 1978 se procede a convocar elecciones. Tras el triunfo de UCD, Adolfo Suárez se convierte en el presidente de la I legislatura Constitucional.
- Suárez, el hombre:

Cierra el recorrido por el MAST, haciendo una parada en aquellos aspectos menos conocidos, algunos alejados de la vida pública del expresidente, fotografías familiares, condecoración y documentos son algunos de los materiales que el visitante podrá contemplar.

## Exposiciones temporales
Las exposiciones temporales sirven para conocer mejor aspectos clave de la vida política y social durante los años de la Transición: la literatura, el cine, la televisión, la fotografía, los periódicos, los carteles, el arte etc. 
De forma cuatrimestral se incluye una nueva exposición en la sala de temporales con el fin de alcanzar los objetivos propuestos.
Exposiciones desarrolladas
2025
- Ronaldo 2:15-2:45: 50 años de la primera masacre de ETA. Exposición de la Fundación Centro Memorial de las Víctimas del Terrorismo.

- Aniversario de la Mili: 253 años de su implantación y 23 de su suspensión. Exposición promovida por la Subdelegación de Defensa de Ávila.

2024
- Astrofotografía de gran campo. Exposición de Stellarium Ávila (Exma. Diputación de Ávila)

- Humor gráfico en la Transición: Exposición propia con los fondos del Archivo de Diario 16 de la Fundación San Pablo CEU depositados en el MAST.
- Books: espacios para la creación y pensamiento. Fundación Instituto Castellano y Leonés de la Lengua.

2023
- Ávila Itinerarte: Artistas Abulenses. Fundación Ávila
- Bajo Pluma de Mujer. Casa Museo de Miguel Unamuno e Instituto Castellano y Leonés de la Lengua.
- El Lenguaje y la Dieta.  Instituto Castellano y Leonés de la Lengua.
- Banderas Históricas. Promovida por la Subdelegación de Defensa de Ávila.

2022
- Humor gráfico en la Transición: Exposición propia con los fondos del Archivo de Diario 16 de la Fundación San Pablo CEU depositados en el MAST.

- La Filatelia Policial. Colección de D. Manuel Moral.
- Misión Atalanta: La luchas conta la piratería en el Índico. Promovida por la Subdelegación de Defensa de Ávila.

2021
- Humor gráfico en la Transición: Exposición propia con los fondos del Archivo de Diario 16 de la Fundación San Pablo CEU depositados en el MAST.

2020
- NUMISMÁTICA: Historia de España a través de sus monedas y billetes . Exposición con los fondos propios de Juan José Muñoz. Más información.

2019
- Cara cara con Adolfo: comisariada por Alejandra Tisnes Londoño.
- Los rótulos de tu vida: de Paco Bello.
- La Prensa Española en Filipinas

2018
- Humor gráfico en la Transición: Exposición propia con los fondos del Archivo de Diario 16 de la Fundación San Pablo CEU depositados en el MAST.
- Aprendiendo a Votar: Colección de Jesús María Moreno Solanas.

2017
- Tubicaras de Aída Rubio
- De la España Perdida. Autores en el exilio
- La Transición de la Televisión
- Guernikroom 1937/2017
- 40 Años de escenografía en televisión por Paco Bello

2016
- Constitución y Libertad
- Artesa
- Antonio L. Bouza por una vanguardia en libertad

2015
- De la sombra a la Luz: Eduardo Ontañón (1904 - 1949)
- La Transición de la televisión a través de las escenografías de Paco Bello
- Los Valores de Suárez

2014
- Campos de Castilla, hoy es siempre todavía
- Hermano Lobo, humor gráfico
- El estudiante de Salamanca
- Presencia y Olvido. Homenaje a Suárez

2013
- Renuevos de Cruz y Raya
- Berta Gamboa, los ojos del poeta

2012
- Revista Vértice
- España en el corazón

2011
- La Transición 1977-1988. Alberto Schommer
- Ruedo Ibérico
- Hora de España

## Actividades culturales
Mediante la realización de jornadas, conferencias y coloquios el MAST trabaja para convertirse en un centro de referencia para el estudio y difusión de la Transición y la figura de Adolfo Suárez entre la población adulta, investigadores y universitarios.
Estas actuaciones se desarrollan de modo trimestral a través de InClaves, Monográficos y jornadas El Español en la Transición, intentando en la mayor parte de ocasiones que la actividad propuesta coincida con días destacables, efemérides del proceso de la Transición.
Siguiendo el mismo criterio que en el caso de las exposiciones temporales  estas actividades culturales poseen temáticas específicas versando sobre la Transición y la figura de Adolfo Suárez, y además con un nivel de calidad y trascendencia persiguiendo ser referencia en la comunidad cultural y universitaria.  
El 15 de diciembre de 2009, coincidiendo con el 33 aniversario de la celebración del Referéndum para la aprobación de la Ley para la Reforma Política, fue la fecha elegida para celebrar la primera mesa redonda InClave, en la que se pudo debatir sobre el instrumento legal (La ley para la reforma política) que permitió ir de la ley a ley y así sentar las bases para el restablecimiento de la democracia. Se contó con ponentes de excepción, Fernando Alcón y Daniel de Fernando, amigos del expresidente y diputados de UCD en las primeras cortes constituyentes; la Excma. Rectora de la Universidad Europea de Madrid, Águeda Benito, Joaquín García Romanillos, director de la cátedra de la Transición de la UEM y Diputado en las Cortes Constituyentes y Agustín González, Presidente de la Excma. Diputación de Ávila.
En el año 2010 a través de InClaves, Monográficos y los ciclos El Español en la Transición se celebraron varias ponencias a cargo de Rodolfo Martín Villa, Juan Díaz Nicolás, Aurelio Delgado, Jesús Picatoste, Miguel Ángel Gozalo, Andrés Aberasturi, Manuel Lagares, Teodulfo Lagunero, Rafael Calvo Ortega, Rafael Ansón, Cesar Alonso de los Ríos, Alberto Estella y Manuel Redero. El 23F, los Pactos de la Monclóa, el PCE en la Transición, la Reforma Laborar o los medios de comunicación durante la Transición fueron los temas de las distintas conferencias.
En 2011 la actividad cultural del MAST también fue muy intensa con conferencias, coloquios y jornadas, así se pudo contar con la presencia del gobierno provisional del 23F, tanto con el presidente en funciones Francisco Laína como con gran parte de los subsecretarios que se convirtieron temporalmente en ministros debido al golpe de Estado. Así mismo participaron del resto de actos culturales Carlos Abella (biógrafo de Adolfo Suárez), Miguel Ángel Aguilar, Pepe Oneto y Manuel Núñez Pérez, donde se trataron temáticas como el primer nombramiento de Suárez como Presidente, la prensa durante la Transición o de nuevo La ley para la Reforma Política.
En 2012 las jornadas de InClaves y Monográficos trataron sobre la situación económica española de aquel instante en comparativa con la crisis económica de la Transición, el 23F, el homenaje por el 100 aniversario del general Mellado, el 80 aniversario del nacimiento de Adolfo Suárez, los periodistas de la Transición o la ley para la reforma vista por la Defensora del pueblo español. En estas ocasiones se contó con la presencia de Juan Velarde (Premio Príncipe Asturias de las Ciencias Sociales), Manuel Lagares, José Pedro Pérez Llorca, el biógrafo del general Gutiérrez Mellado Fernando Puell de la Villa, Landelino Lavilla, Rodolfo Martín Villa, Fernando Alcón, Pepe Ferrer, Daniel de Fernando, Hipólito Suárez, Pilar Cernuda y la Defensora del Pueblo Español Soledad Becerril.
En 2013 el Museo Adolfo Suárez y la Transición continuó con su actividad cultural de jornadas y coloquios contando para ese año con la presencia de Pablo González Pola, Federico Martínez Roda, la Presidenta de las Cortes de Castilla y León Josefa García Cirac, José Carrillo, Eddy Sánchez, Manuel Campo Vidal, Salvador Sánchez Terán, José María Íñigo y Alfonso Ossorio. El aniversario del Estatuto de Autonomía de Castilla y León, el homenaje a Santiago Carrillo o Suárez Presidente fueron algunos de los temas tratados en la programación de ese año.
En 2014 el MAST tuvo en sus conferencias y jornadas la presencia de Manuel Hernández de León, el presidente de la Cortes Jesús Posada, Joaquín Leguina, Alberto Aza, Nativel Preciado y Juan José Lucas, con temáticas como las primeras elecciones municipales y autonómicas, homenajes a Suárez en el año de su fallecimiento o la fotografía en el 23F.
En 2015 el Museo Adolfo Suárez y la Transición ha contado con la presencia de Manuel Núñez Encabo, el exembajador José Cuenca, Juan de Peñaranda y Marcelino Oreja en las diferentes conferencias y coloquios en las que se ha tratado el golpe de Estado visto por el último votante de la investidura de Calvo Sotelo, la política exterior de la transición, los servicios de información e inteligencia en los gobiernos de Suárez y el 30 aniversario de la adhesión de España a la CEE.

## Archivo e investigación
El Archivo de Diario 16', cuya titularidad corresponde a la Fundación Universitaria San Pablo CEU], fue depositado íntegramente en el Museo Adolfo Suárez y la Transición en 2013 quedando el museo a cargo de la custodia y exhibición del mismo. 
El traslado del archivo de Diario 16 desde la Universidad CEU San Pablo supuso el primer acuerdo nacido de la voluntad de cooperación entre el Museo de Adolfo Suárez y la Transición y la Fundación Universitaria San Pablo CEU.
El Archivo contiene libros, recortes de prensa y más de dos millones de fotografías. El conjunto ofrece un material de gran valor para el conocimiento y comprensión de la España de la Transición y los años sucesivos.
El Archivo de Diario 16 que se encuentra en proceso de catalogación y digitalización está a disposición de investigadores, editores, escritores y estudiantes para su consulta física en las instalaciones del MAST previa petición de acceso al museo y disponibilidad de los materiales a consultar.
Biblioteca del Museo Adolfo Suárez con más de 5.000 volúmenes procedentes de La Fundación IE Universidad, Archivo de Diario 16 y cesiones particulares como las realizadas por Rosa Villacastín, Ricardo Rodríguez Buded, Juan José Muñoz entre otros. 
Además, en virtud del acuerdo con esta fundación, la biblioteca del museo cebrereño se incorporará al WorldCat Discovery, desarrollado por la empresa OCLC (Online Computer Library Center), que se presenta como el catálogo cooperativo más completo, que es utilizado en la actualidad por más de 70.000 bibliotecas. A través de dicho catálogo se puede acceder a más de 394 millones de registros, pertenecientes a unos 2,7 millones de recursos electrónicos, digitales y físicos, englobados en unas 2.459 colecciones, que representan a las 285 principales editoriales mundiales.

## Revista Ágora
Publicación cultural del Museo Adolfo Suárez y la Transición (MAST). Esta revista se publica de forma cuatrimestral y recoge las noticias y novedades culturales del MAST, así como artículos de opinión de actualidad en temática histórico-político.
*Ágora 1
*Ágora 2
*Ágora 3
*Ágora 4
*Ágora 5
*Ágora 6

*Ágora 7
*Ágora 8

*Ágora 9
*Ágora 10